# Puliciphora semicimex
Puliciphora semicimex är en tvåvingeart som först beskrevs av Schmitz 1951.  Puliciphora semicimex ingår i släktet Puliciphora och familjen puckelflugor.
Artens utbredningsområde är Kenya. Inga underarter finns listade i Catalogue of Life.